# غراند تشوت (ويسكونسن)
غراند تشوت (بالإنجليزية: Grand Chute, Wisconsin)‏ هي بلدة تقع في مقاطعة أوتاغامي (ولاية ويسكونسن) بولاية ويسكونسن في الولايات المتحدة. تأسست عام 1849، تبلغ مساحتها 64.6 (كم²)، وترتفع عن سطح البحر 241 م، بلغ عدد سكانها 20919 نسمة في عام 2010 حسب إحصاء مكتب تعداد الولايات المتحدة وتصل الكثافة السكانية فيها 324.3 نسمة/كم2.

## معرض صور

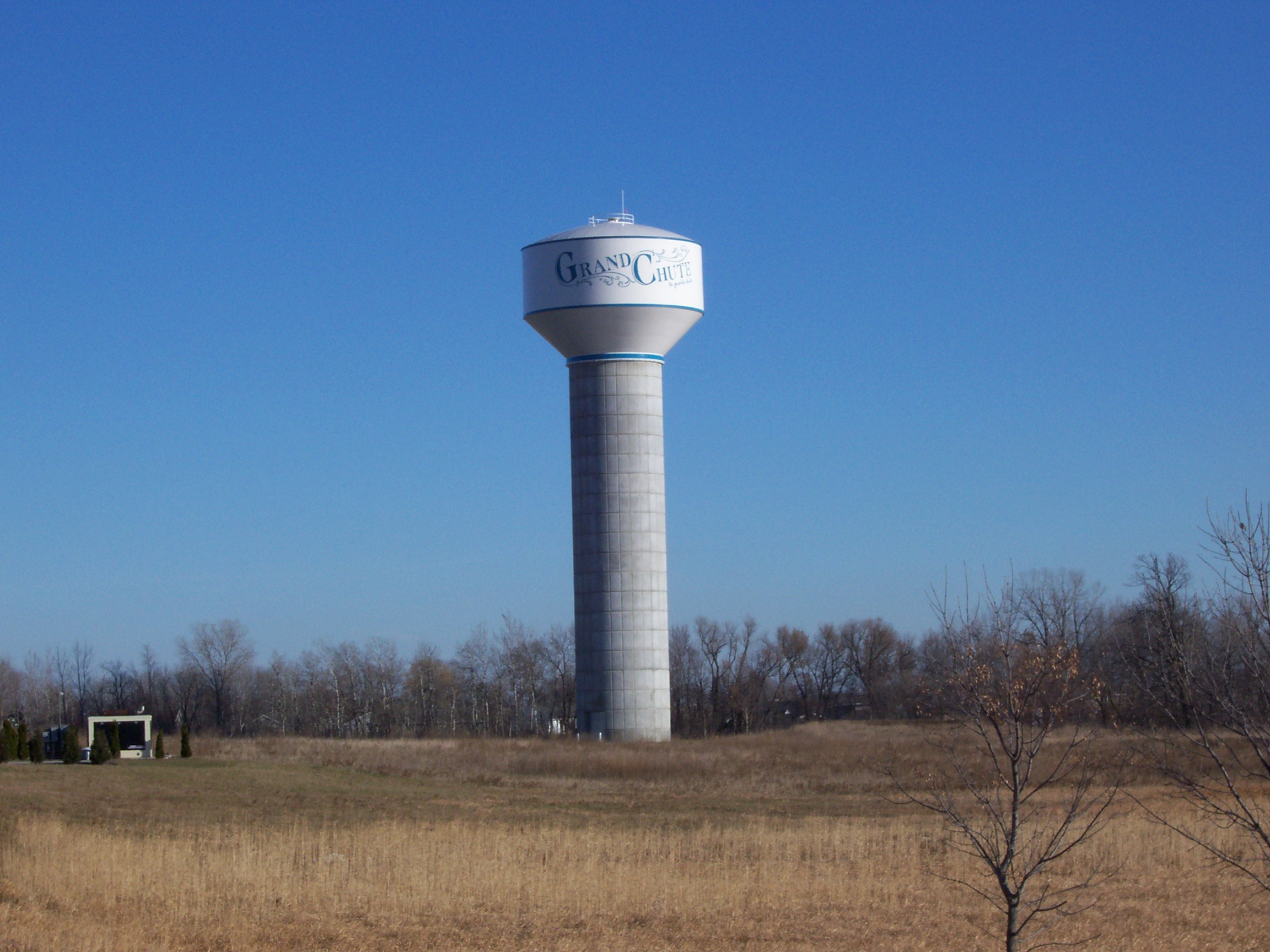
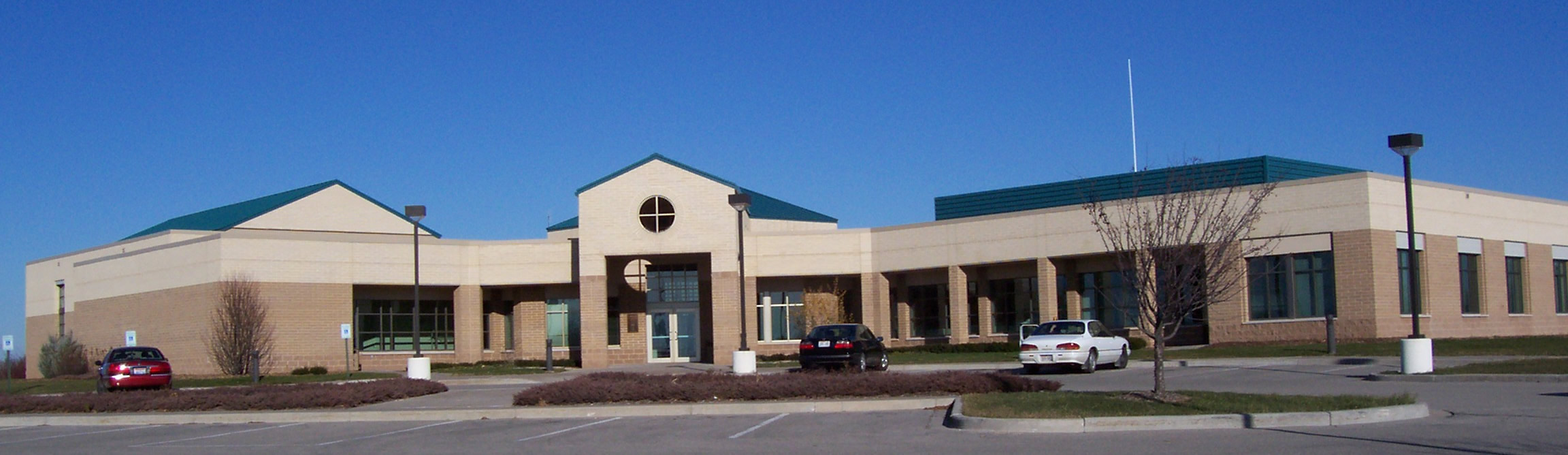
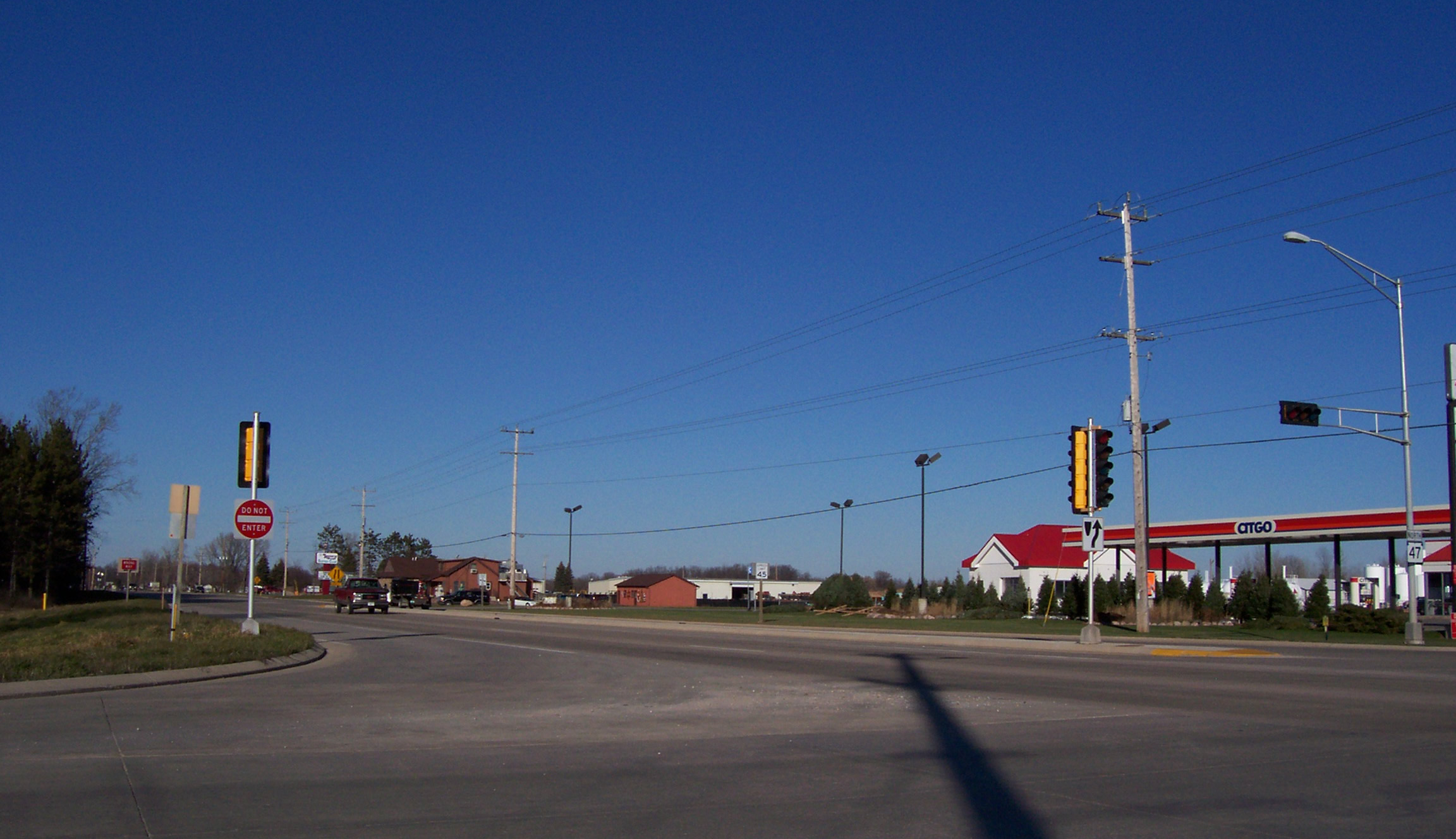

## أعلام
- جوزيف مكارثي

## وصلات خارجية
- www.grandchute.net
- The US50 - Cities and Towns in Wisconsin State
- Wisconsin Cities and Towns, Facts, Map, Flag, Colleges, Government, and More